# Oxalis squarrosa
Oxalis squarrosa är en harsyreväxtart som beskrevs av François Marius Barnéoud. Oxalis squarrosa ingår i släktet oxalisar, och familjen harsyreväxter. Inga underarter finns listade i Catalogue of Life.